# Maladera staturosa
Maladera staturosa är en skalbaggsart som beskrevs av Brenske 1898. Maladera staturosa ingår i släktet Maladera och familjen Melolonthidae. Inga underarter finns listade i Catalogue of Life.